# Mátételke
Mátételke (horvátul: Matević) község Bács-Kiskun vármegye Bácsalmási járásában.

## Fekvése
Mátételke község Bács-Kiskun megye déli részén, a Bácskában található nagy múltú település, amely a történelem folyamán többször újratelepült. A falu Bácsalmástól északnyugatra 9, Bajától 28, az 55-ös főúttól 2,5 kilométerre fekszik.

### Megközelítése
A község legfontosabb megközelítési útvonala az 5504-es út, ezen érhető el Tataháza és Bácsbokod felől is; az északi határában elhaladó 55-ös főúttal az 55 101-es számú mellékút kapcsolja össze.

## Története
Korábbi neve Matheovics volt, 1904-től nevezik hivatalosan Mátételkének.
Első okleveles említése 1651-ben kelt, e szerint Bornemisza polgár Pál végrendeleteiben leányaira hagyományozta Matheovics pusztát.
1662-ben I. Lipót Vattay Pálnak adományozta, majd a bajai Czobor uradalomhoz tartozott. Többszöri tulajdonosváltás után 1744 Csejtey Pál alispán és Latkoczi Mihály vármegyei ügyés bérelték, majd egy részre 1747-ben Piukovics János birtokába került.
1749-ben a Csejteyek a puszta keleti felét eladták a Piukovics családnak, akik 1779-ben kapták meg a donációt.
Ezután 1877-ben báró Rudics József almási birtokos adományából megépült Matheovicson az iskola, ahol dalmát és magyar nyelven tanított egy tanító.
1927 óta postakirendeltség működik a faluban. 1927-ben községházát és jegyzőlakot, 1929-ben egytantermes iskolát és tanítólakást építtetett a község.
1928-ban mezőgazdasági szeszgyárat létesítettek. Gazdakör működött, amelynek 1929-től könyvtára is volt.
A levente egyesület részére 1931-ben építették a lőteret.
A falu római katolikus temploma közgazdálkodásból, 1936-ban épült, és egy ideig saját plébánossal, egyházközségként működött. 2006-ban a községben két kiskereskedelmi bolt és két vendéglátóhely működött.

## Közélete

### Polgármesterei
- 1990–1994: Piukovics Béla (független)[4]
- 1994–1998: Piukovics Béla (független)[5]
- 1998–2002: Piukovics Béla (független)[6]
- 2002–2006: Bényi Józsefné (független)[7]
- 2006–2010: Bényi Józsefné (független)[8]
- 2010–2014: Bényi Józsefné (független)[9]
- 2014–2019: Nagy Noémi (független)[10]
- 2019–2024: Nagy Noémi (független)[11]
- 2024– : Nagyné Berki Erika (független)[1]

## Népesség
A település népességének változása:
| Lakosok száma | 476  | 492  | 483  | 492  | 444  | 446  | 462  |
|               | 2013 | 2014 | 2018 | 2021 | 2022 | 2023 | 2024 |

A 2011-es népszámlálás során a lakosok 91,5%-a magyarnak, 0,4% bolgárnak, 1,7% cigánynak, 1,1% horvátnak, 0,4% németnek, 0,4% románnak, 0,2% szerbnek mondta magát (8,3% nem nyilatkozott; a kettős identitások miatt a végösszeg nagyobb lehet 100%-nál). A vallási megoszlás a következő volt: római katolikus 70,5%, református 4,5%, evangélikus 0,4%, felekezeten kívüli 9,8% (14,1% nem nyilatkozott).
2022-ben a lakosság 88,5%-a vallotta magát magyarnak, 1,1% cigánynak, 1,1% németnek, 0,7% horvátnak, 0,2% szerbnek, 1,6% egyéb, nem hazai nemzetiségűnek (11,5% nem nyilatkozott; a kettős identitások miatt a végösszeg nagyobb lehet 100%-nál). Vallásuk szerint 49,3% volt római katolikus, 2,7% református, 0,7% görög katolikus, 0,2% evangélikus, 0,7% egyéb keresztény, 0,5% egyéb katolikus, 17,1% felekezeten kívüli (28,6% nem válaszolt).

## Nevezetességei
- Római katolikus temploma -  1936-ban épült.